# Joyce Cary
Arthur Joyce Lunel Cary (Derry, 1888. december 7. – Oxford, 1957. március 29.), Joyce Cary néven ismert angol-ír regényíró és gyarmati tisztviselő volt. Legjelentősebb regényei közé tartozik a Mister Johnson és a The Horse's Mouth.

## Fiatalkora és tanulmányai
Arthur Joyce Lunel Cary 1888-ban született nagyszülei otthonában, amely a Belfast Bank felett volt a Shipquay Streeten, Derryben, Ulsterben, Írország északi tartományában. Családja „Planter” földesura volt a szomszédos Inishowenben, egy félszigeten Donegal megye északi partján, szintén Ulsterben, az ulsteri ültetvény korai évei óta, a tizenhetedik század elején. Az ír földtörvény 1882-es elfogadása után azonban a család nagyrészt elvesztette Inishowen birtokát Lough Foyle nyugati partjainál. A család szétoszlott, és Carynak voltak nagybátyjai, akik az Egyesült Államok határ menti lovasságánál és a kanadai északnyugati lovasrendőrségnél szolgáltak. A legtöbb Cary Nagy-Britanniában kötött ki. Arthur Cary, az apja 1884-ben Londonba költözött, és mérnöknek tanult. 1887 augusztusában feleségül vette Charlotte Joyce-ot, James John Joyce, a derryi Belfast Bank igazgatójának idősebb lányát, és Londonban telepedtek le. Édesanyja tüdőgyulladásban halt meg 1898 októberében.
Gyermekkora során Cary sok nyarat töltött nagyanyja házában Észak-Írországban és az angliai Cromwell House-ban, egy dédbácsi otthonában, amely az egész Cary klán bázisaként szolgált. Ennek a nevelésnek egy részét az A House of Children (A gyermekek háza, 1941) és a Castle Corner (1938) című regény írja le – vagyis Cary Castle, családja egyik elveszett ingatlana az ulsteri Inishowenben. Noha Cary szeretettel emlékezett vissza west-ulsteri gyermekkorára, és nagy érzéssel írt róla, élete hátralévő részében Angliában élt. Az elmozdulás érzése és az a gondolat, hogy az élet nyugalma bármelyik pillanatban megbolygatható írásainak nagy részét meghatározta. Gyerekkorában rossz volt az egészsége. Asztmája volt, ami egész életében kiújult, és majdnem megvakult az egyik szemére, ami miatt huszonéves korában monoklit viselt. Cary Angliában, a bristoli Clifton College-ban tanult, ahol a Dakyns House tagja volt. Édesanyja ebben az időszakban halt meg, és egy kis örökséget hagyott neki, amely az 1930-as évekig pénzügyi alapja volt.
1906-ban Cary elhatározta, hogy művész lesz, Párizsba utazott. Felismerte, hogy további technikai képzésre van szüksége, majd művészetet tanult Edinburgh-ben. Hamarosan rájött, hogy soha nem lehet több harmadrangú festőnél, és úgy döntött, hogy az irodalomhoz fordul. Kiadott egy verseskötetet, amely saját későbbi beszámolója szerint "elég rossz" volt, majd belépett az oxfordi Trinity College-ba. Ott összebarátkozott John Middleton Murry diáktársával, és bemutatta Murrynak Párizst egy közös nyaraláson. Elhanyagolta tanulmányait, és negyedik osztályú diplomával végzett Oxfordban.

## Nigéria és korai írásai
Cary kalandot keresve 1912-ben a Montenegrói Királyságba távozott, és a balkáni háborúk idején a Vöröskereszt rendfőnökeként szolgált. Cary megőrizte és illusztrálta az ottani élményeit, a Bobotok emlékiratát (Memoir of the Bobotes, 1964), amelyet csak halála után adtak ki.
A következő évben Nagy-Britanniába visszatérve Cary állást keresett egy ír mezőgazdasági szövetkezetben, de a projekt meghiúsult. Cary elégedetlen volt, és azt hitte, hogy nem rendelkezik olyan végzettséggel, amely jó pozíciót biztosítana számára az Egyesült Királyságban, ezért csatlakozott a nigériai politikai szolgálathoz. Az első világháború alatt egy nigériai ezrednél szolgált a német Kamerun kolónián. Az "Umaru" (1921) című novella egy ebből az időszakból származó eseményt ír le, amelyben egy brit tiszt felismeri azt a közös emberiséget, amely összeköti őt afrikai őrmesterével.
Cary megsebesült a Mount Mora-i csatában 1916-ban. Visszatért Angliába szabadságra, és házassági ajánlatot tett Gertrude Ogilvie-nek, egy barátja nővérének, akinek évek óta udvarolt. Három hónappal később Cary visszatért a gyarmati tiszti szolgálatába, és otthagyott egy terhes Gertrude-ot Angliában. Cary számos posztot töltött be Nigériában, beleértve a bírói és végrehajtói tisztet Borguban. Afrikai szolgálatát tipikus körzeti tisztként kezdte, elhatározta, hogy rendet teremt a bennszülöttek között, de szolgálata végére már a nigériaiakat nehéz sorsú egyéneknek látta.
1920-ra Cary arra összpontosította energiáit, hogy tiszta vizet és utakat biztosítson, hogy összekapcsolja a távoli falvakat a külvilággal. A második szabadság következtében Gertrude teherbe esett második gyermekükkel. Könyörgött Carynek, hogy vonuljon nyugdíjba a gyarmati szolgálatból, hogy együtt élhessenek Nagy-Britanniában. Cary ezt anyagi okokból lehetetlennek tartotta, de 1920-ban szerzett egy irodalmi ügynököt, és néhány történetet, amit Afrikában írt, eladták a The Saturday Evening Post amerikai magazinnak, és ezek Thomas Joyce néven jelentek meg. Ez kellően ösztönözte Caryt, hogy lemondjon a nigériai szolgálatról, és ő és Gertrude vettek egy házat Oxfordban a Parks Roadon, az Egyetemi Parkokkal szemben (jelenleg kék táblával van jelölve) növekvő családjuk számára. Négy fiuk született, köztük a zeneszerző, Tristram Cary és a köztisztviselő, Sir Michael Cary.

## Regényíróként az 1930-as években
Cary keményen dolgozott, hogy íróként fejlődjön, de rövid gazdasági sikerei hamar véget értek, mivel a Post úgy döntött, hogy történetei túlságosan "irodalmi jellegűek" lettek. Cary különféle regényeken és egy színdarabon dolgozott, de semmi sem kelt el, és a családnak hamarosan bérlőket kellett fogadnia. Szoros helyzetük súlyosbodott, amikor a gazdasági világválság eltörölte azokat a befektetéseket, amelyek jövedelmet biztosítottak számukra, és a család kiadta a házát, és családtagokkal lakott. Végül 1932-ben Carynak sikerült kiadnia az Aissa Saved-et, egy regényt, amelyet nigériai tapasztalataiból merített. A könyv nem aratott különösebb sikert, de több kelt el belőle, mint Cary következő regénye, az An American Visitor-ból (1933), annak ellenére, hogy a könyv kritikai sikert ért el. A The African Witch (1936) valamivel jobban ment, és Caryéknak sikerült visszaköltözniük otthonukba.
Noha Cary első három regénye közül egyik sem volt különösebben sikeres kritikai vagy pénzügyi szempontból, egyre ambiciózusabbak és összetettebbek. A The African Witch (Az afrikai boszorkány, 1936) valóban olyan gazdag eseményekben, karakterekben és tematikus lehetőségekben, hogy túlterheli a szerkezetét. Cary megértette, hogy új utakat kell találnia arra, hogy a narratív forma hordozza az elképzeléseit. George Orwell Spanyolországból hazatérve ajánlotta Caryt a Liberális Könyvklubnak, amely felkérte Caryt, hogy állítson össze egy művet, amely felvázolja a szabadságról alkotott elképzeléseit, amely minden regényének alaptémája. Power in Men (Erő a férfiakban, 1939) címen jelent meg [nem Cary adta a címet], de a kiadó komolyan megvágta a kéziratot Cary jóváhagyása nélkül, és ő volt leginkább elégedetlen a könyvvel. Cary ezután az ír hátterén alapuló regénytrilógián gondolkodott. A Castle Corner (1938) nem járt jól, és Cary elvetette az ötletet. Ezt követően jött egy utolsó afrikai regény, a Mister Johnson (1939), amely teljes egészében jelen időben íródott. Bár ma Cary egyik legjobb regényeként tartják számon, akkoriban rosszul fogyott. Ám a Charley Is My Darling (1940), amely a második világháború kezdetén lakóhelyüket elhagyni kényszerült fiatalokról szól, szélesebb olvasóközönségre talált, és az A House of Children (Gyermekek háza, 1941) című emlékirat elnyerte a legjobb regénynek járó James Tait Black Memorial Díjat.

## Utolsó évek
Cary most az élete során Angliában bekövetkezett történelmi és társadalmi változásokat vizsgáló nagy műveit vállalta fel. Az első trilógia (Herself Surprised – 1941, To Be a Pilgrim – 1942 és The Horse's Mouth – 1944) végül észszerű jövedelmet biztosított Carynak, és a The Horse's Mouth továbbra is a legnépszerűbb regénye maradt. Cary röpirata, The Case for African Freedom (Az afrikai szabadság ügye, 1941), amelyet az Orwell's Searchlight Books sorozat adott ki, felkeltette az érdeklődést, és a filmrendező, Thorold Dickinson Cary segítségét kérte egy részben Afrikában játszódó háborús film kidolgozásához. 1943-ban, a The Horse's Mouth (Lópofa) megírása közben, Cary egy filmes csoporttal Afrikába utazott, hogy a Men of Two Worlds (Két világ emberei) című filmen dolgozzon.
Cary 1946-ban Indiába utazott egy második filmes projekt keretében Dickinsonnal, de a britek elleni küzdelem a nemzeti függetlenségért lehetetlenné tette a filmkészítést, és a projektet félbehagyták. A The Moonlight (A Holdfény, 1946) a nők nehézségeiről szóló regény, véget vetett Cary intenzív kreativitása hosszú időszakának. Gertrude rákban szenvedett, és teljesítménye egy ideig lelassult. Gertrude az A Fearful Joy (1949) megjelenése közben halt meg. Cary most hírneve és vagyona csúcsán volt. Elkezdett készíteni egy sor előzetes feljegyzést, hogy minden művét Michael Joseph által kiadott standard kiadásban újra kiadja.
Meglátogatta az Egyesült Államokat, közreműködött a Mister Johnson színpadi adaptációjában, és felajánlották neki, hogy felterjesztik CBE-nek, amit visszautasított. Eközben folytatta a munkát a második trilógiát alkotó három regényen (Prisoner of Grace – 1952, Except the Lord – 1953 és Not Honour More -1955). 1952-ben Carynak izomproblémái voltak, amelyeket eredetileg bursitisként diagnosztizáltak, de mivel a következő két évben több tünetet észleltek, a diagnózist motoros neuronbetegségre változtatták (Észak-Amerikában Lou Gehrig-kórként (ALS) ismert), fokozatos bénulás, ami végletes volt. Mivel a fizikai ereje kudarcot vallott, Carynek tollat kellett kötnie a kezére, karját pedig kötéllel megtámasztani, hogy írhasson. Végül diktáláshoz folyamodott, amíg még tudott beszélni, majd 1912 óta először abbahagyta az írást. Utolsó munkája, a The Captive and the Free (1959), a vallásról szóló vetített trilógia első kötete 68 éves korában, 1957. március 29-én bekövetkezett halálakor nem fejeződött be.

## Öröksége

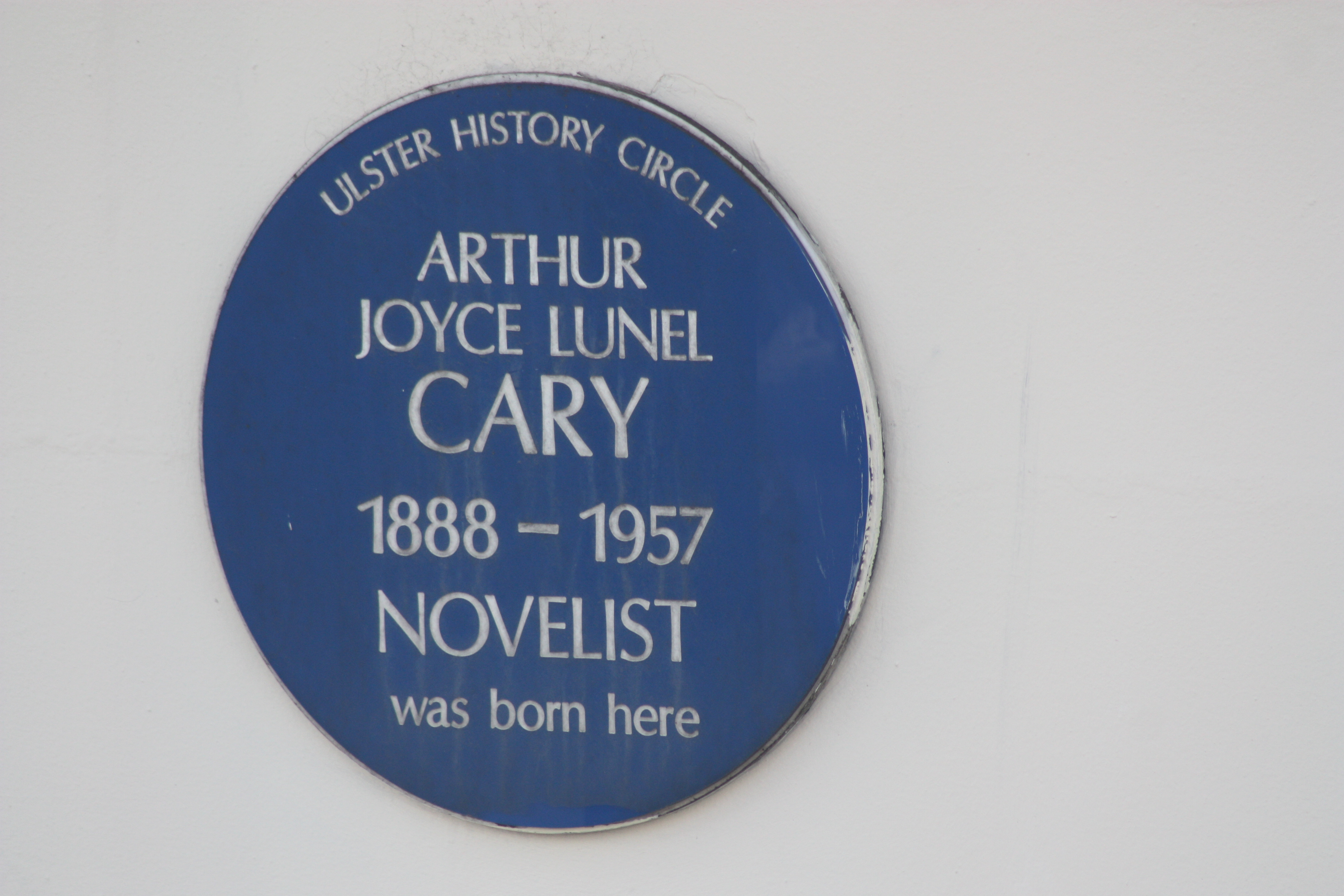
Kék tábla a Bank Place-ben, a Shipquay Gate mellett, Derryben, 2009. augusztus

Közeli barátját, Winnie Davint nevezte ki irodalmi végrehajtójának, ő pedig felügyelte könyvtárának a Bodleian Library-ba való átadását, posztumusz kiadott néhány befejezetlen művet, és támogatta a dolgozatait tanulmányozó tudósokat. Ő írta Cary bejegyzését a Dictionary of National Biography számára is.

## Válogatott művei
- Aissa Saved (1932)
- An American Visitor (1933)
- The African Witch (1936)
- Castle Corner (1938)
- Power in Men (1939)
- Mister Johnson(wd) (1939)
- Charley is My Darling (1940)
- A House of Children (1941)
- Herself Surprised (1941)
- The Case for African Freedom (1941)
- To Be a Pilgrim (1942)
- The Horse's Mouth(wd) (1944)
- Marching Soldier (1945)
- The Moonlight (1946)
- A Fearful Joy (1949)
- Prisoner of Grace (1952)
- Except the Lord (1953)
- Not Honour More (1955)
- Art and Reality (1958)
- The Captive and the Free (1959)
- Spring Song and other Stories (1960)
- Memoir of the Bobotes (1964)
- Selected Essays (1976), ed. Alan Bishop

### Magyarul megjelent
- Varázslók, hercegek, katonák (The African witch) – Pantheon, Budapest, 1939 · Fordította: Juhász Vilmos
- Tévelygő csecsemők. Novellák (Spring song and other stories) – Európa, Budapest, 1961 · Fordította, utószó: Lénárt Edna (Novellák: Tavaszi dal, A lázadó, Tengertánc, Kóstoló a mennyországból, Rendkívüli alkalom, Netovább, Privát kísértet, Új hócipő, Siker, Tévelygő csecsemők, Romantika, Kánikula, Kísérletezők, Holdnak dicsősége, Első szerelem; Modern Könyvtár sorozat)
- Magam se hittem. Regény (Herself surprised) – Európa, Budapest, 1977 · ISBN 9630705834 · Fordította: Bartos Tibor · Illusztrálta: Würtz Ádám
- A zarándok. Regény (To Be a Pilgrim; Magam se hittem 2.) – Európa, Budapest, 1979 · ISBN 9630714779 · Fordította: Bartos Tibor · Illusztrálta: Würtz Ádám
- Az Isten lába. Regény (The Horse's Mouth; Magam se hittem 3.) – Európa, Budapest, 1982 · ISBN 9630726270 · Fordította: Bartos Tibor · Illusztrálta: Würtz Ádám

## További irodalom
- Tobias Döring(wd). 1996. Chinua Achebe und Joyce Cary. Ein postkoloniales Rewriting englischer Afrika-Fiktionen. Pfaffenweiler, Germany. ISBN 978-3825500214.
- Lardner, John. Art and Roguery by the Thames [review of The Horse's Mouth], 88–90. o. (1950. február 4.)
- Leithauser, Brad (1986. június 12.). „Out of Exile”. The New York Review of Books 33 (10).[examines much of Cary's work]
- Malcolm Foster Joyce Cary: A Biography, 1968, Boston: Houghton-Mifflin, Boston
- Alan Bishop "Gentleman Rider: a biography of Joyce Cary", 1988, Michael Joseph ISBN 0 7181 2330 1
- Joyce Cary's Africa. London: Methuen (1964. május 18.)
- Works by Joyce Cary at Open Library(wd)

## Fordítás
- Ez a szócikk részben vagy egészben  a   Joyce Cary című angol Wikipédia-szócikk fordításán alapul.  Az eredeti cikk szerkesztőit annak laptörténete sorolja fel. Ez a jelzés csupán a megfogalmazás eredetét és a szerzői jogokat jelzi, nem szolgál a cikkben szereplő információk forrásmegjelöléseként.